# Купиш, Томаш
То́маш Мате́уш Ку́пиш (пол. Tomasz Mateusz Kupisz; 2 января 1990, Радом, Польша) — польский футболист, полузащитник итальянского клуба «Реджина».

## Клубная карьера
В 2006 году Купиш перешел из юниорской команды «Пясечно» в английский «Уиган Атлетик». За все время нахождения в системе клуба молодой поляк провел за основной состав всего один матч: 26 августа 2008 года Купиш сыграл за «латикс» в Кубке Английской футбольной лиги против «Ноттс Каунти» (4:0). Все остальное время полузащитник выступал в резервной лиге.
В 2010 году Купиш вернулся на родину, где он заключил контракт с «Ягеллонией». Вместе с ней он выступал в еврокубках. В 2013 году поляк подписал долгосрочный договор с итальянским «Кьево». Однако за четыре сезона хавбек провел за «летающих ослов» всего один матч в Серии А, проводя большую часть времени в арендах. В дальнейшем Купиш выступал за ряд коллективов Серии B. В 2021 году перешел в «Порденоне», но в конце января следующего года был отправлен в аренду в «Реджину» с возможностью выкупа.

## Карьера в сборной
Томаш Купиш выступал за юниорские и молодежную сборную Польши. За главную национальную команду страны полузащитник дебютировал в декабре 2010 года в товарищеском матче против Боснии и Герцеговины (2:2). Всего за нее провел четыре встречи.

## Достижения
- Обладатель Суперкубка Польши (1): 2010.